# ボストン・キラー 消えた絞殺魔
『ボストン・キラー 消えた絞殺魔』（ボストン・キラー きえたこうさつま、原題：Boston Strangler）は、2023年公開予定のアメリカ合衆国の犯罪映画。
ボストンで1962年から1964年にかけて起きた連続殺人事件「ボストン絞殺魔事件」を追う2人の女性新聞記者の姿を描く。リドリー・スコット製作。キーラ・ナイトレイ主演。

## キャスト
- ロレッタ・マクラフリン：キーラ・ナイトレイ
- ジーン・コール：キャリー・クーン
- アレッサンドロ・ニヴォラ
- クリス・クーパー
- デヴィッド・ダストマルチャン
- モーガン・スペクター
- ロバート・ジョン・バーク
- ビル・キャンプ
- ロリー・コクレーン

## 関連作品
- 絞殺魔 - 同じボストン絞殺魔事件を描いた1968年の映画。